# Лисин, Александр Иванович
Лисин, Александр Иванович (род. 12 июля 1941, Хорол, Полтавская область, Украинская ССР) — советский и российский журналист, писатель, в 1988—1998 гг. главный редактор газеты «Вечерняя Москва». Заслуженный работник культуры Российской Федерации (1998).

## Краткая биография
В 1964 окончил факультет журналистики Московского государственного университета им. М. В. Ломоносова, в 1976 — аспирантуру Академии общественных наук при ЦК КПСС, где защитил диссертацию на получение учёного звания «кандидат философских наук». В 1964—1973 — сотрудник, специальный корреспондент, заведующий отделом, заместитель редактора газеты «Правда Севера» (г. Архангельск).
После окончания аспирантуры в 1976 до 1988 работал в Отделе пропаганды ЦК КПСС сначала инструктором, затем консультантом. В 1988—1998 гг. был главным редактором газеты «Вечерняя Москва», в том числе с 1992 президентом концерна «Вечерняя Москва». Выезжал в командировки в Афганистан. Был инициатором издания в рамках концерна газет «Вечерний клуб», «Сударушка», «Среда». С 1995 — член Совета Московского регионального отделения движения «Наш дом — Россия», с августа 1997 — действительный член Международной академии информатизации. Автор ряда трудов по философии и проблемам массовой периодики.

## Награды и премии
- Заслуженный работник культуры Российской Федерации (26 января 1998 года) — за заслуги в области культуры и многолетнюю плодотворную работу[3].
- Благодарность Президента Российской Федерации (25 июля 1996 года) — за активное участие в организации и проведении выборной кампании Президента Российской Федерации в 1996 году[4].
- Национальная премия «Лучшие книги и издательства — 2011»[5].

## Публикации
- Идеальность: Реальность идеальности. Часть I. М.: Икар, 1999 ISBN 5-900469-16-6
- Идеальное: Общая теория идеальности материи. Часть II. М.: Икар, 2012 ISBN 978-5-7974-0285-5